# سفر به غرب: چیرگی بر ارواح خبیث
سفر به غرب: چیرگی بر ارواح خبیث (چینی ساده: 西遊·降魔篇؛ انگلیسی: Journey to the West: Conquering the Demons) یک فیلم کمدی و فانتزی به کارگردانی استیون چواست که در سال ۲۰۱۳ منتشر شد. از بازیگران آن می‌توان به شو کی اشاره کرد.
قصهٔ این فیلم بر پایهٔ داستانِ افسانه‌ایِ «سیر باختر» نگاشته شده‌است که یکی از ۴ رمان برجسته و موفق ادبیات چین محسوب می‌شود.
فیلم علاوه بر گیشه، در جلب نظر منتقدان هم موفق بود و وبگاه راتن تومیتوز بر اساس ۲۹ نقد، نمره ۹۳٪ و وبگاه متاکریتیک نیز بر پایهٔ ۱۳ نقد، نمره ۶۸ را به آن داد.

## خلاصه داستان
داستان از یک دنیای پر از شیاطین می‌گوید، که در آن زندگی مردم را پر از بدبختی است …